# Tour de Corse 2002
Il Tour de Corse 2002, ufficialmente denominato 46éme Rallye de France - Tour de Corse, è stata la terza tappa del campionato del mondo rally 2002 nonché la quarantaseiesima edizione del Tour de Corse e la ventinovesima con valenza mondiale.

## Riepilogo
La manifestazione, valevole anche come Rally di Francia 2002, si è svolta dall'8 al 10 marzo sulle tortuose e strette strade che attraversano le zone montuose della Corsica; si gareggiò come nell'edizione precedente nei territori situati attorno al capoluogo Ajaccio, nel cui aeroporto venne allestito anche il parco assistenza per i concorrenti.
L'evento è stato vinto dal francese Gilles Panizzi, navigato dal fratello Hervé, davanti alla coppia finlandese formata da Marcus Grönholm e Timo Rautiainen, e a quella britannica composta da Richard Burns e Robert Reid, tutti quanti al volante di una Peugeot 206 WRC (2001) della squadra Peugeot Total, che monopolizzò quindi l'intero podio.
Con il 17º posto nella graduatoria finale, l'equipaggio costituito dal Perùviano Ramón Ferreyros e dallo spagnolo Diego Vallejo, su Mitsubishi Lancer Evo VII, ha invece conquistato la vittoria nel campionato PWRC.

## Dati della prova
| Denominazione ufficiale              | Rallye de France - Tour de Corse                        |
| Edizione N°                          | 46                                                      |
| Tappa N°                             | 3 di 14                                                 |
| Data manifestazione                  | da venerdì 08/03/2002 a domenica 10/03/2002             |
| Sede ospitante                       | Ajaccio (Corsica del Sud, Corsica, Francia)             |
| Sede parco assistenza                | Campo dell'Oro, Ajaccio                                 |
| Superficie                           | Asfalto                                                 |
| Iscritti                             | 68                                                      |
| Partiti                              | 61                                                      |
| Arrivati                             | 37 (60,7%)                                              |
| Prove                                | 16                                                      |
| Prova più breve                      | 10,66 km (PS7 e PS10 - Carbuccia)                       |
| Prova più lunga                      | 36,73 km (PS6 e PS6 - Petreto)                          |
| Prova più lenta                      | velocità media di 80,72 km/h (PS10 - Carbuccia 2)       |
| Prova più veloce                     | velocità media di 99,57 km/h (PS16 - Pont de Calzola 2) |
| Lunghezza complessiva prove speciali | 357,70 km (38,1% della distanza totale)                 |
| Lunghezza complessiva trasferimenti  | 580,13 km                                               |
| Distanza totale                      | 937,83 km                                               |
| Media oraria del vincitore           | velocità media di 91,5 km/h (357,70 km in 3h54'40"3)    |

## Itinerario
| Frazione 1 (8 mar)  |        | 08:15  | Assistenza – Campo dell'Oro (20 m) | –        | 95,47 km  |  |  |
| Frazione 1 (8 mar)  | PS1    | 08:56  | Cuttoli 1                          | 17,72 km | 95,47 km  |  |  |
| Frazione 1 (8 mar)  | PS2    | 09:44  | Ocana 1                            | 11,65 km | 95,47 km  |  |  |
| Frazione 1 (8 mar)  |        | 10:46  | Assistenza – Campo dell'Oro (20 m) | –        | 95,47 km  |  |  |
| Frazione 1 (8 mar)  | PS3    | 11:55  | Petreto 1                          | 36,73 km | 95,47 km  |  |  |
| Frazione 1 (8 mar)  |        | 13:23  | Assistenza – Campo dell'Oro (20 m) | –        | 95,47 km  |  |  |
| Frazione 1 (8 mar)  | PS4    | 14:04  | Cuttoli 2                          | 17,72 km | 95,47 km  |  |  |
| Frazione 1 (8 mar)  | PS5    | 14:52  | Ocana 2                            | 11,65 km | 95,47 km  |  |  |
| Frazione 1 (8 mar)  |        | 15:39  | Assistenza – Campo dell'Oro (45 m) | –        | 95,47 km  |  |  |
|                     |        |        |                                    |          |           |  |  |
| Frazione 2 (9 mar)  |        | 08:15  | Assistenza – Campo dell'Oro (20 m) | –        | 150,23 km |  |  |
| Frazione 2 (9 mar)  | PS6    | 09:24  | Petreto 2                          | 36,73 km | 150,23 km |  |  |
| Frazione 2 (9 mar)  |        | 10:54  | Assistenza – Campo dell'Oro (20 m) | –        | 150,23 km |  |  |
| Frazione 2 (9 mar)  | PS7    | 11:40  | Carbuccia 1                        | 10,66 km | 150,23 km |  |  |
| Frazione 2 (9 mar)  | PS8    | 12:05  | Vero 1                             | 18,28 km | 150,23 km |  |  |
| Frazione 2 (9 mar)  | PS9    | 12:47  | Lopigna 1                          | 27,81 km | 150,23 km |  |  |
| Frazione 2 (9 mar)  |        | 14:15  | Assistenza – Campo dell'Oro (20 m) | –        | 150,23 km |  |  |
| Frazione 2 (9 mar)  | PS10   | 15:01  | Carbuccia 2                        | 10,66 km | 150,23 km |  |  |
| Frazione 2 (9 mar)  | PS11   | 15:26  | Vero 2                             | 18,28 km | 150,23 km |  |  |
| Frazione 2 (9 mar)  | PS12   | 16:05  | Lopigna 2                          | 27,81 km | 150,23 km |  |  |
| Frazione 2 (9 mar)  |        | 16:51  | Assistenza – Campo dell'Oro (45 m) | –        | 150,23 km |  |  |
|                     |        |        |                                    |          |           |  |  |
| Frazione 3 (10 mar) |        | 08:35  | Assistenza – Campo dell'Oro (20 m) | –        | 112,00 km |  |  |
| Frazione 3 (10 mar) | PS13   | 09:29  | Pentiencier Coti 1                 | 24,21 km | 112,00 km |  |  |
| Frazione 3 (10 mar) | PS14   | 10:05  | Pont de Calzola 1                  | 31,79 km | 112,00 km |  |  |
| Frazione 3 (10 mar) |        | 11:13  | Assistenza – Campo dell'Oro (20 m) | –        | 112,00 km |  |  |
| Frazione 3 (10 mar) | PS15   | 12:07  | Pentiencier Coti 2                 | 24,21 km | 112,00 km |  |  |
| Frazione 3 (10 mar) | PS16   | 12:43  | Pont de Calzola 2                  | 31,79 km | 112,00 km |  |  |
| Frazione 3 (10 mar) |        | 13:36  | Assistenza – Campo dell'Oro (20 m) | –        | 112,00 km |  |  |
| Totale              | Totale | Totale | Totale                             | Totale   | 357,70 km |  |  |

## Risultati

### Classifica
| Pos.                   | Nº       | Pilota            | Copilota           | Auto                      | Squadra                      | Classe    | Tempo     | Distacco | Punti    |
| Generale               | Generale | Generale          | Generale           | Generale                  | Generale                     | Generale  | Generale  | Generale | Generale |
| ---------------------- | -------- | ----------------- | ------------------ | ------------------------- | ---------------------------- | --------- | --------- | -------- | -------- |
| 1.                     | 3        | Gilles Panizzi    | Hervé Panizzi      | Peugeot 206 WRC (2001)    | Peugeot Total                | WRC       | 3h54'40"3 | –        | 10       |
| 2.                     | 2        | Marcus Grönholm   | Timo Rautiainen    | Peugeot 206 WRC (2001)    | Peugeot Total                | WRC       | 3h55'20"8 | +40"5    | 6        |
| 3.                     | 1        | Richard Burns     | Robert Reid        | Peugeot 206 WRC (2001)    | Peugeot Total                | WRC       | 3h55'32"7 | +52"4    | 4        |
| 4.                     | 25       | Philippe Bugalski | Jean-Paul Chiaroni | Citroën Xsara WRC         | Piedrafita Sport             | WRC       | 3h56'42"5 | +2'02"2  | 3        |
| 5.                     | 11       | Petter Solberg    | Phil Mills         | Subaru Impreza WRC2002    | 555 Subaru WRT               | WRC       | 3h57'08"5 | +2'28"2  | 2        |
| 6.                     | 4        | Carlos Sainz      | Luis Moya          | Ford Focus RS WRC 02      | Ford Rallye Sport            | WRC       | 3h57'13"1 | +2'32"8  | 1        |
| 7.                     | 7        | François Delecour | Daniel Grataloup   | Mitsubishi Lancer WRC     | Marlboro Mitsubishi Ralliart | WRC       | 3h59'48"1 | +5'07"8  | -        |
| 8.                     | 6        | Markko Märtin     | Michael Park       | Ford Focus RS WRC 02      | Ford Rallye Sport            | WRC       | 4h00'00"3 | +5'20"0  | -        |
| 9.                     | 18       | Freddy Loix       | Sven Smeets        | Hyundai Accent WRC3       | Hyundai Castrol WRT          | WRC       | 4h00'54"1 | +6'13"8  | -        |
| 10.                    | 8        | Alister McRae     | David Senior       | Mitsubishi Lancer WRC     | Marlboro Mitsubishi Ralliart | WRC       | 4h01'12"8 | +6'32"5  | -        |
| Campionato piloti PWRC |          |                   |                    |                           |                              |           |           |          |          |
| 1. (17.)               | 54       | Ramón Ferreyros   | Diego Vallejo      | Mitsubishi Lancer Evo VII | -                            | N4 / PWRC | 4h17'24"9 | –        | 10       |
| 2. (19.)               | 66       | Dimităr Iliev     | Petăr Sivov        | Mitsubishi Lancer Evo VII | -                            | N4 / PWRC | 4h20'36"8 | +3'11"9  | 6        |
| 3. (21.)               | 73       | Martin Rowe       | Chris Wood         | Mitsubishi Lancer Evo VI  | David Sutton Cars Ltd        | N4 / PWRC | 4h24'48"3 | +7'23"4  | 4        |
| 4. (22.)               | 51       | Gustavo Trelles   | Jorge del Buono    | Mitsubishi Lancer Evo VII | -                            | N4 / PWRC | 4h26'35"6 | +9'10"7  | 3        |
| 5. (23.)               | 65       | Beppo Harrach     | Jutta Gebert       | Mitsubishi Lancer Evo VI  | -                            | N4 / PWRC | 4h29'36"2 | +12'11"3 | 2        |
| 6. (24.)               | 71       | Stefano Marrini   | Tiziana Sandroni   | Mitsubishi Lancer Evo VII | -                            | N4 / PWRC | 4h31'40"5 | +14'15"6 | 1        |

| Principali ritiri | Principali ritiri | Principali ritiri | Principali ritiri  | Principali ritiri      | Principali ritiri    | Principali ritiri | Principali ritiri | Principali ritiri |
| PS                | Nº                | Pilota            | Copilota           | Auto                   | Squadra              | Classe            | Causa             | Pos. rit.         |
| ----------------- | ----------------- | ----------------- | ------------------ | ---------------------- | -------------------- | ----------------- | ----------------- | ----------------- |
| PS 2              | 19                | Tomasz Kuchar     | Maciej Szczepaniak | Hyundai Accent WRC3    | Hyundai Castrol WRT  | WRC               | Freni             | 60º               |
| PS 10             | 10                | Tommi Mäkinen     | Kaj Lindström      | Subaru Impreza WRC2002 | 555 Subaru WRT       | WRC               | Incidente         | 4º                |
| PS 10             | 23                | Bruno Thiry       | Stéphane Prévot    | Peugeot 206 WRC        | Peugeot Team Belgium | WRC               | Trasmissione      | 17º               |
| PS 14             | 14                | Kenneth Eriksson  | Christina Thörner  | Škoda Octavia WRC Evo2 | Škoda Motorsport     | WRC               | Differenziale     | 16º               |
| PS 14             | 23                | François Duval    | Jean-Marc Fortin   | Ford Focus RS WRC 01   | -                    | WRC               | Incidente         | 10º               |
| PS 15             | 5                 | Colin McRae       | Nicky Grist        | Ford Focus RS WRC 02   | Ford Rallye Sport    | WRC               | Incidente         | 4º                |

Legenda

Pos. = posizione; Nº = numero di gara; PS = prova speciale; Pos. rit. = posizione detenuta prima del ritiro.
| Icona | Classe                                                                                  |
| ----- | --------------------------------------------------------------------------------------- |
| WRC   | Equipaggio di classe A8 che può conquistare punti per il campionato costruttori WRC     |
| WRC   | Equipaggio di classe A8 che non può conquistare punti per il campionato costruttori WRC |
| PWRC  | Equipaggio registrato al campionato PWRC                                                |
| JWRC  | Equipaggio registrato al campionato Junior WRC                                          |
|       | Ulteriori classificazioni                                                               |

### Prove speciali
| Frazione            | Prova | Ora   | Nome               | Lunghezza | Vincitori                                                      | Tempo   | Velocità media | Leader del rally             |
| ------------------- | ----- | ----- | ------------------ | --------- | -------------------------------------------------------------- | ------- | -------------- | ---------------------------- |
| Frazione 1 (8 mar)  | PS1   | 08:56 | Cuttoli 1          | 17,72 km  | Gilles Panizzi Hervé Panizzi                                   | 11'33"3 | 92,01 km/h     | Gilles Panizzi Hervé Panizzi |
| Frazione 1 (8 mar)  | PS2   | 09:44 | Ocana 1            | 11,65 km  | Gilles Panizzi Hervé Panizzi                                   | 7'26"1  | 94,01 km/h     | Gilles Panizzi Hervé Panizzi |
| Frazione 1 (8 mar)  | PS3   | 11:55 | Petreto 1          | 36,73 km  | Gilles Panizzi Hervé Panizzi                                   | 23'45"0 | 92,79 km/h     | Gilles Panizzi Hervé Panizzi |
| Frazione 1 (8 mar)  | PS4   | 14:04 | Cuttoli 2          | 17,72 km  | Gilles Panizzi Hervé Panizzi                                   | 11'33"0 | 92,05 km/h     | Gilles Panizzi Hervé Panizzi |
| Frazione 1 (8 mar)  | PS5   | 14:52 | Ocana 2            | 11,65 km  | Marcus Grönholm Timo Rautiainen                                | 7'57"8  | 87,78 km/h     | Gilles Panizzi Hervé Panizzi |
|                     |       |       |                    |           |                                                                |         |                | Gilles Panizzi Hervé Panizzi |
| Frazione 2 (9 mar)  | PS6   | 09:24 | Petreto 2          | 36,73 km  | Petter Solberg Phil Mills                                      | 24'29"2 | 90,00 km/h     | Gilles Panizzi Hervé Panizzi |
| Frazione 2 (9 mar)  | PS7   | 11:40 | Carbuccia 1        | 10,66 km  | Gilles Panizzi Hervé Panizzi                                   | 7'28"2  | 85,62 km/h     | Gilles Panizzi Hervé Panizzi |
| Frazione 2 (9 mar)  | PS8   | 12:05 | Vero 1             | 18,28 km  | Gilles Panizzi Hervé Panizzi                                   | 13'01"7 | 84,19 km/h     | Gilles Panizzi Hervé Panizzi |
| Frazione 2 (9 mar)  | PS9   | 12:47 | Lopigna 1          | 27,81 km  | Richard Burns Robert Reid                                      | 18'11"6 | 91,71 km/h     | Gilles Panizzi Hervé Panizzi |
| Frazione 2 (9 mar)  | PS10  | 15:01 | Carbuccia 2        | 10,66 km  | Petter Solberg Phil Mills                                      | 7'55"4  | 80,72 km/h     | Gilles Panizzi Hervé Panizzi |
| Frazione 2 (9 mar)  | PS11  | 15:26 | Vero 2             | 18,28 km  | Gilles Panizzi Hervé Panizzi                                   | 13'11"0 | 83,20 km/h     | Gilles Panizzi Hervé Panizzi |
| Frazione 2 (9 mar)  | PS12  | 16:05 | Lopigna 2          | 27,81 km  | Gilles Panizzi Hervé Panizzi                                   | 18'17"6 | 91,21 km/h     | Gilles Panizzi Hervé Panizzi |
|                     |       |       |                    |           |                                                                |         |                | Gilles Panizzi Hervé Panizzi |
| Frazione 3 (10 mar) | PS13  | 09:29 | Pentiencier Coti 1 | 24,21 km  | Colin McRae Nicky Grist                                        | 15'11"1 | 95,66 km/h     | Gilles Panizzi Hervé Panizzi |
| Frazione 3 (10 mar) | PS14  | 10:05 | Pont de Calzola 1  | 31,79 km  | Richard Burns Robert Reid                                      | 19'23"9 | 98,33 km/h     | Gilles Panizzi Hervé Panizzi |
| Frazione 3 (10 mar) | PS15  | 12:07 | Pentiencier Coti 2 | 24,21 km  | Marcus Grönholm Timo Rautiainen e Gilles Panizzi Hervé Panizzi | 15'10"4 | 95,73 km/h     | Gilles Panizzi Hervé Panizzi |
| Frazione 3 (10 mar) | PS16  | 12:43 | Pont de Calzola 2  | 31,79 km  | Philippe Bugalski Jean-Paul Chiaroni                           | 19'09"4 | 99,57 km/h     | Gilles Panizzi Hervé Panizzi |

## Classifiche mondiali
Classifica piloti
| Pos. | Pos. | Pilota            | Punti |
| ---- | ---- | ----------------- | ----- |
| 1    |      | Marcus Grönholm   | 18    |
| 2    | N    | Gilles Panizzi    | 10    |
| 3    | 1    | Tommi Mäkinen     | 10    |
| 4    | 1    | Carlos Sainz      | 9     |
| 5    | 2    | Richard Burns     | 7     |
| 6    | 2    | Harri Rovanperä   | 6     |
| 7    | 3    | Sébastien Loeb    | 6     |
| 8    | 2    | Colin McRae       | 4     |
| 9    | N    | Philippe Bugalski | 3     |
| 10   | 1    | Petter Solberg    | 3     |
| 11   | 3    | Alister McRae     | 2     |

Classifica costruttori WRC
| Pos. | Pos. | Squadra                      | Punti |
| ---- | ---- | ---------------------------- | ----- |
| 1    |      | Peugeot Total                | 36    |
| 2    |      | Ford Rallye Sport            | 20    |
| 3    |      | 555 Subaru WRT               | 16    |
| 4    |      | Marlboro Mitsubishi Ralliart | 5     |
| 5    |      | Hyundai Castrol WRT          | 1     |

Legenda: Pos.= Posizione.